# أندي بورنس
أندي بورنس (بالإنجليزية: Andy Burns)‏ هو لاعب كرة قاعدة أمريكي، ولد في 7 أغسطس 1990 في غرينفيل في الولايات المتحدة.

## وصلات خارجية
- أندي بورنس على موقع دوري كرة القاعدة الرئيسي (الإنجليزية)
- أندي بورنس على موقع دوري كوريا الجنوبية لكرة القاعدة (الإنجليزية)
- أندي بورنس على موقعبيزبول رفرنس.كوم (الدوري الرئيسي) (الإنجليزية)
- أندي بورنس على موقعبيزبول رفرنس.كوم (الدوري الثانوي) (الإنجليزية)
- أندي بورنس على موقع إي إس بي إن.كوم (أم.أل.بي) (الإنجليزية)
- أندي بورنس على موقع مشجعي الرسوم البيانية (الإنجليزية)